# Ust-Ilimsk

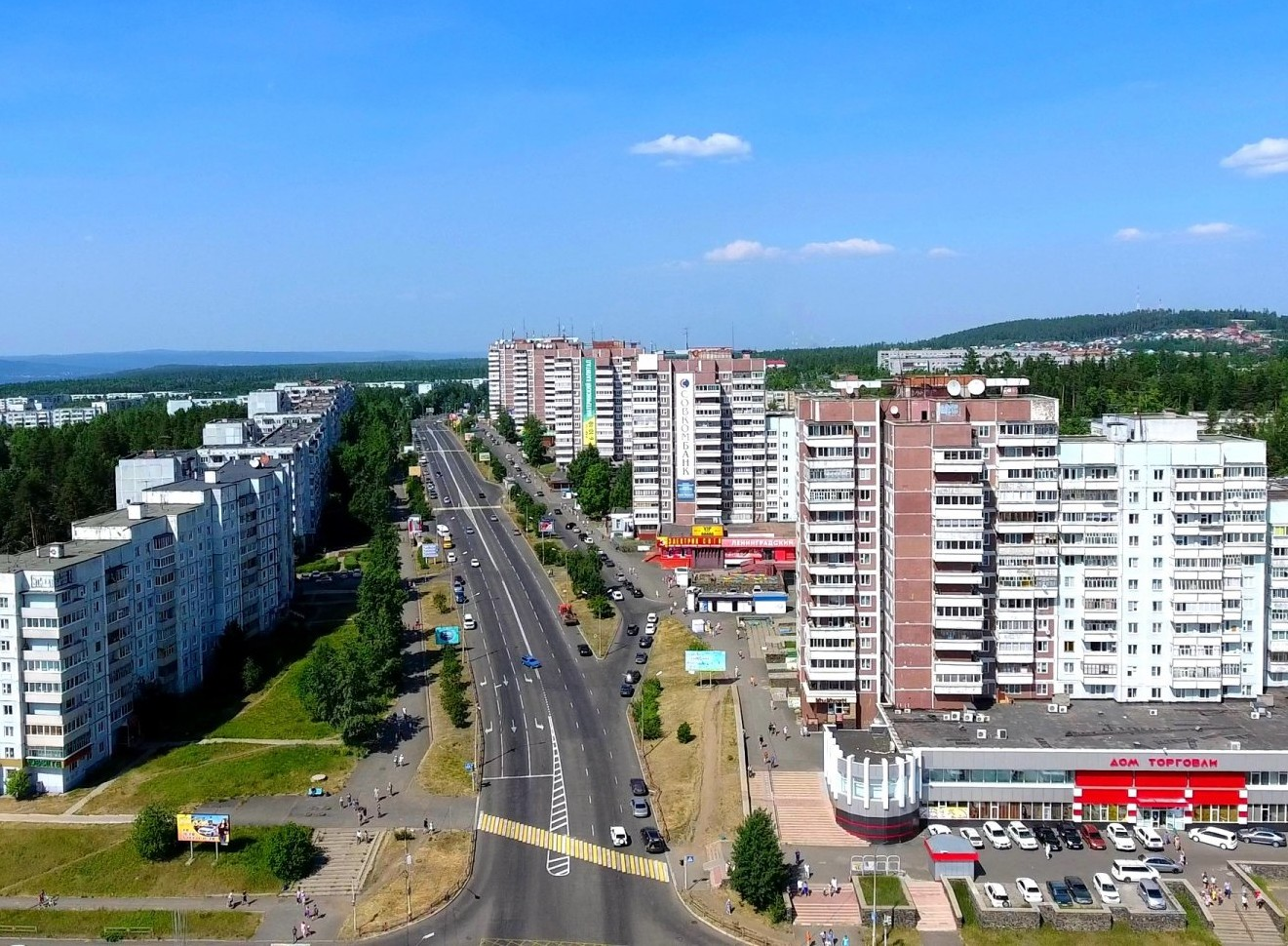
Ust-Ilimsk

Zheleznogorsk, tỉnh Kursk (tiếng Nga: Усть-Илимск) là một thành phố Nga. Thành phố này thuộc chủ thể Kursk Oblast. Thành phố có dân số 100.592 người (theo điều tra dân số năm 2002). Đây là thành phố lớn thứ 165 của Nga theo dân số năm 2002.